# 須川展也
須川 展也（すがわ のぶや、1961年7月25日 - ）は、日本のサクソフォーン奏者。

## 来歴
佐賀県生まれ。その後静岡県浜松市に移住。静岡県立浜松北高等学校、東京芸術大学卒業。サクソフォーンを大室勇一に師事。
東京佼成ウインドオーケストラのコンサートマスター（1989～2010年）、ヤマハ吹奏楽団浜松常任指揮者（2007～2020年）を務めた。
現在はソリストとしての活動のほかに、東京芸術大学招聘教授、京都市立芸術大学客員教授、トルヴェール・クヮルテットのメンバー。

## 人物
浜松市立南陽中学校の吹奏楽部に所属し、当初はフルートを担当していた。その後、サム・テイラーを聴いて衝撃を受け、サックスに目覚める。すぐに担当をフルートからサックスに変えてもらい、当初はテナーサックスで、ジャズめいた曲にも関心を示していたが、音楽の授業で「アルルの女」を聴いて以来クラシカルサックスの虜になる。
両親は静岡県立浜松北高等学校への進学を勧める。「合格したらサックスを買ってやる」との親との約束により、同校に合格した結果、サックスを買ってもらう（この時、父親が突然YAS-61を試奏もせずに買ってきたという）。やがて反対されたものの音楽への道を諦めず、東京芸術大学に現役合格した。

### 家族・親族
- 妻：小柳美奈子（ピアニスト） - 須川のリサイタルなどで伴奏を務めることも多い

## 受賞歴
- 第51回日本音楽コンクール：管楽器部門2位（1位なし）
- 第1回日本管打楽器コンクール：サクソフォーン部門第1位
- 第4回出光音楽賞（1993年）
- 村松賞（1994年）

## 委嘱作品
数多くの作曲家が、須川の為にサクソフォーン曲を書いている（須川の委嘱作品である事が多い）。
- セレナード (朝川朋之)
- アヴェ・マリア (朝川朋之)
- 星に願いを (朝川朋之)
- 日本民謡による狂詩曲 (石川亮太)
- 無伴奏アルトサクソフォーンのための《シャコンヌ》 (伊藤康英)
- ツヴァイザムカイト (伊藤康英)
- アルトサクソフォーンと吹奏楽のための《幻想的協奏曲》 (伊藤康英)
- アルト・サクソフォーンとピアノのためのツヴァイザムカイトⅡ  (伊藤康英)
- ツヴァイザムカイトⅢ (伊藤康英)
- ツヴァイザムカイトへの補足的一章 (伊藤康英)
- サクソフォーン・コンチェルト (伊藤康英)
- ラモーの主題による変奏曲 (伊藤康英)
- サクソフォン協奏曲 (エドワード・グレソン)
- マドリッド・インスピレーション (加藤昌則)
- スロヴァキアン・ラプソディ (加藤昌則)
- オリエンタル (加藤昌則)
- ソナタ・ルシーダ (加藤昌則)
- 気泡  (金子仁美)
- 黒い森/S・N・S  (加羽沢美濃)
- 「虹」回心+/− (権代敦彦)
- SAKURA (小六禮次郎)
- Fantasia for alto sax and piano (坂本龍一)
- ランサローテ  (佐藤聰明)
- 漂雲 (猿谷紀郎)
- ベラスケスへのオマージュ (生野裕久)
- アルト・サクソフォンとピアノのためのソナタ "Florida to Tokyo" (チック・コリア)
- 天国の月 (長生淳)
- 抒情の森 (長生淳)
- 英雄の時代 (長生淳)
- パガニーニ・ロスト(長生淳)
- L'aphorisme (長生淳)
- 天頂の恋 (長生淳)
- 静寂の森、饒舌な雨 (中橋愛生)
- エキゾティック・ダンス (鍋島佳緒里)
- 《ラ・ヴァルスF》 (新実徳英)
- ラメント Lamento (西村朗)
- サクソフォン協奏曲「魂の内なる存在ーEsse In Animaー」 (西村朗)
- 「すべてを知っている場所」からの便りーガーシュウィン・メロディーズ (挾間美帆)
- It's an Unforgettable Moon! (挾間美帆)
- ウズメの踊り (ピット・スウェルツ)
- 組曲〜アルトSaxとピアノのためのop.55 (ファジル・サイ)
- アルトサクソフォンと管弦楽のための《バラード》op.67 (ファジル・サイ)
- 宵(トワイライト) (本多俊之)
- SAXとオーケストラの為の協奏曲 (本多俊之)
- Concert du vent〜風のコンチェルト (本多俊之)
- JAZZ ETUDE (本多俊之・本多尚美)
- シナモン・コンチェルト (マーティン・エレビー)
- シーガル (真島俊夫)
- BIRDS (真島俊夫)
- ファジイバード・ソナタ (吉松隆)
- サイバーバード協奏曲 (吉松隆)
- 夢色モビール (吉松隆)
- ソプラノ・サクソフォーン協奏曲「アルビレオ・モード」 (吉松隆)
- サクソフォーン協奏曲(菅野祐悟)

## ディスコグラフィー
- ワンス・アポン・ア・タイム
- ファジイバード・ソナタ
- ブラジル風組曲
- ノスタルジア
- シシュポスの夢
- Cafe1930〜ピアソラに捧ぐ〜
- サウンド・カーテン〜OLのためのオシャレな環境音楽 ローズ・ガーデン
- サウンド・カーテン〜OLのためのオシャレな環境音楽 虹のポプリ
- サイバーバード（平成8年度文化庁芸術作品賞受賞）
- エストレリータ
- 美しい夕暮れ〜バラード・セレクション〜
- メイド・イン・ジャパン
- モリコーネ〜ノブヤ・イン・シネマ・パラダイス〜
- シンシアリー・フォー・ユー
- 交響曲第3番/サイバーバード協奏曲
- Air〜Sugawa meets Ron carter〜
- jenna
- SAKURA
- sugar
- Exhibition of Saxophone
- ARIAS
- Nobuya Sugawa Plays Honda,Yoshimatsu,Ibert &Larsson
- Steller Saxes
- 夢〜須川展也クラシカル・ベスト〜
- ヴィルトゥオーゾ・コンチェルト!
- サキソ・マジック
- Blue Rondo
- Masterpieces
- バッハ・シークエンス（令和2年度文化庁芸術祭レコード部門優秀賞受賞[2]）

## テレビ出演
- ららら♪クラシック（2012年5月13日）
- 題名のない音楽会
- JT音楽家シリーズテレビCM
- NHK朝の連続テレビ小説『さくら』では、テーマ音楽を演奏している。